# 조석해일

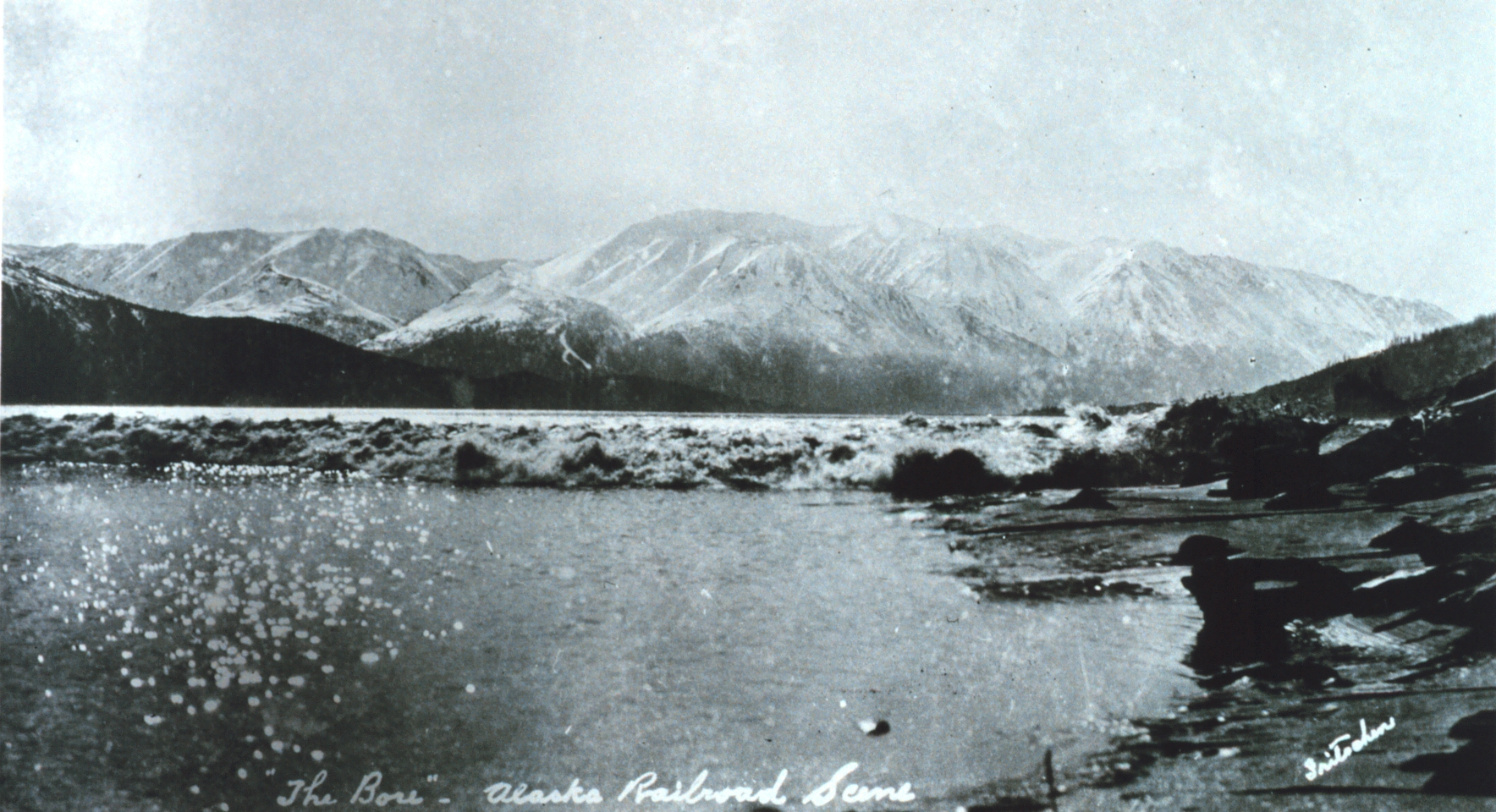
알래스카 쿡 만의 조석해일.

조석해일(潮汐海溢, tidal bore)은 강어귀에 조수가 곧은 파도를 이루어 강 안쪽으로 밀려드는 현상이다. 브라질의 아마존강과 중국의 첸탕강 등에서 일어나는 현상이다.

## 같이 보기
- 포로로카